# Aepocerus americanus
Aepocerus americanus är en stekelart som beskrevs av Girault 1913. Aepocerus americanus ingår i släktet Aepocerus och familjen fikonsteklar. Inga underarter finns listade i Catalogue of Life.